# التهاب جهازي
يحدثُ الالتهاب الجهازي (SI) المُزمن نتيجةً لإطلاق السيتوكينات المُحرضة للالتهابات من الخلايا المرتبطة بالمناعة، مع التفعيل المُزمن للجهاز المناعي الفطري. قد يُساهم الالتهاب المزمن إلى حدوث حالةٍ معينةٍ أو تطورها.

## الآليات
قد يكون إطلاق السيتوكينات المُحرضة للالتهاب وتفعيل الجهاز المناعي الفطري نتيجةً إما لعوامل خارجية (عوامل حيوية أو كيميائية) أو داخلية (طفرات أو اختلافاتٍ جينية). 

## الأبحاث
على الرغم أنَّ الالتهاب الجهازي قد يكون ناتجًا عن عوامل خارجية متعددة، إلا أنَّ الأبحاث تشير إلى أنَّ عدم التحكم بالخلايا المُتغصنة مُولدة التحمل والخلايا التنظيمية [الإنجليزية] (Treg)، ربما يكون عامل خطرٍ رئيسيٍ لحدوث الالتهاب الجهازي. في الاستجابات المناعية الوظيفية، تُنشط الخلايا التائية المساعدة والخلايا التائية السامة عبر المستضدات بواسطة الخلايا المقدمة للمستضد (APCs)، وتعتبر من أهم الخلايا المُتغصنة. عندما تُظهر الخلية المُتغصنة مستضدًا لخلية تنظيمية، فإنهُ بعد ذلك تُرسل إشارةٌ إلى نواة الخلية المُتغصنة، مما يؤدي إلى إنتاج 2,3- دي أكسيجيناز الإندولامين [الإنجليزية]، والذي يثبط استجابة الخلية التائية عبر استنفاد التريبتوفان وإنتاج الكنيورنين [الإنجليزية]، وهو مادةٌ سامةٌ للخلية.
يبدو أن الأفراد المعرضين للإصابة بالالتهاب الجهازي المزمن يفتقرون إلى الأداء السليم للخلايا التنظيمية والخلايا المُتغصنة. يؤدي عدم التحكم في العمليات الالتهابية  في هؤلاء الأفراد، إلى عدم تحمل العديد من المواد الكيميائية والغذائية وأمراض المناعة الذاتية.